# Flyspray
Flyspray – oprogramowanie obsługiwane przez przeglądarkę służące do raportowania i śledzenia zgłoszeń, wydane na licencji LGPL. Narzędzie to zostało stworzone w 2003 roku przez Tony'ego Collinsa na potrzeby śledzenia zgłoszeń w komunikatorze internetowym Psi.

## Funkcje
Flyspray, w ramach jednej instalacji, umożliwia obsługę wielu projektów, w których część ustawień (np. kategorii) może być wspólna, a część rozłączna. Użytkownicy także mają uprawnienia zarówno globalne jak i do poszczególnych projektów. Istnieje także możliwość włączenia dostępu dla anonimowych użytkowników, którzy zgłaszają błędy bez logowania i mogą śledzić zgłoszenia przy użyciu tokena.
Dane przechowywane są w bazie MySQL lub PostgreSQL, której tworzenie odbywa się za pomocą strony instalacyjnej. Sam opis zgłoszeń może być wprowadzany czystym tekstem, ale dołączony jest także plugin umożliwiający korzystanie ze składni DokuWiki, albo korzystanie z CKEditora do edycji HTML. Oprócz opisu użytkownik wprowadza informacje z list zdefiniowanych przez administratora projektu (rodzaje zadań, statusy, kategorie, systemy operacyjne, wersje).
Śledzenie zmian w zgłoszeniach jest możliwe zarówno przez e-mail jak i Jabbera; można też śledzić nowe sprawy przez kanały RSS i Atom. Oprócz tego można także ustawić cykliczne powiadomienie o danym zgłoszeniu, jednak wymagana jest do tego dodatkowa konfiguracja serwera.
Flyspray daje też pewne możliwości w planowaniu rozwoju aplikacji. Plan działania i przegląd projektu pokazuje jak dużo jest jeszcze do zrobienia, natomiast diagramy zależności ułatwiają orientację w powiązaniach (wymagane jest jednak zainstalowanie dodatkowego oprogramowania na serwerze). Ponadto, oprócz możliwości wyboru do której wersji ma trafić dana funkcja czy poprawka, można także wybrać do kiedy dane zadanie ma być wykonane.

## Użytkownicy
Flyspray używało i sponsorowało wiele firm i organizacji. Między innymi wspomniany komunikator Psi, DokuWiki, TostoiseSVN, Arch Linux, różne firmy hostingowe i dostawcy oprogramowania.